# Louis-Joseph de Montecler
Louis-Joseph de Montecler, militaire français du XVIIe siècle, comte de Montecler, Gouverneur du Comté de Laval, mort en 1686. 

## Biographie

### Origines et famille
Louis-Joseph de Montecler descend de la famille de Montecler, une famille de la noblesse angevine, originaire du diocèse de Mans, propriétaire du château de Bourgon. Sa devise était : Magnus inter pares.
Il est le deuxième fils d'André, marquis de Montecler, comte de Raveton, baron de Charné, seigneur de Fouilloux, Montchevrier, Poillé, etc., et de Marie de la Flèche, dame de Grézé en Normandie. Il avait épousé le 22 avril 1671 Marie-Angélique de la Porte, sœur de René de la Porte, maire de Laval.

### Carrière
En 1671, Louis-Joseph de Montecler, seigneur de la chatellenie de Fouilloux, doit vingt livres de taille à Henri III de La Trémoille, comte de Laval, pair de France ; il doit 40 sols pour la terre de Saint-Jean de Mayenne il doit pour la chatellenie de Montchevrier 4 livres de taille et quarante jours et quarante nuits de garde en la ville de Laval.

#### Comté de Laval
Il a joué un certain rôle dans l'histoire du comté de Laval comme gouverneur de Laval à partir de 1672. Il est pourvu de l'office de lieutenant-général dans le comté, ville et château de Laval, avec l'agrément du roi Louis XIV, et est installé le 30 mai 1672.
Charles Maucourt de Bourjolly indique que Le sgr de Lucé et le comte de Montécler ont successivement eu la qualité de lieutenant du roi pendant la vie de M. Henri de la Trémoïlle successeur de Guy XXe mais parmi leurs fonctions, la plus  ponctuelle a été de plaire au dit seigneur de la Trémoïlle qui avait consenti leur établissement et pour reconnaissance de leur soumission leur avait généreusement donné son petit ou nouveau château pour leur habitation..
Depuis la mort du comte de Montécler, Charles Belgique Hollande de La Trémoille ne voulut introduire personne en cette qualité et depuis son décès, en 1709, à cause de la continuation de la guerre, passage et séjour des troupes et garnisons, Charles Louis Bretagne de La Trémoïlle, son fils, a pris lettres patentes du roi confirmatives de cet ancien et perpétuel gouvernement de la ville de Laval, expédiées en 1710. 
Il est inhumé en 1686 dans l'église de Saint-Tugal.

## Sources
- François-Augustin Gérault, Notice sur la famille, et le château de Montecler. Mémorial de la Mayenne, volume 2.
- Société historique et archéologique du Maine, Revue historique et archéologique du Maine . G. Fleury & A. Dangin (Mamers). 1910. p. 151.